# Ялонен, Кари
Ка́ри Я́лонен (фин. Kari Jalonen; род. 6 января 1960, Оулу) — финский хоккеист, после завершения игровой карьеры работающий тренером. Воспитанник клуба «Кярпят». Участник шести чемпионатов мира и Европы (1981-83, 1986, 1987, 1989), Кубка Канады 1981 г.
Был главным тренером сборной Финляндии по хоккею с шайбой на ЧМ-2016. На чемпионате мира 2022 года привёл сборную Чехии к бронзовым наградам.
Не является родственником другого финского хоккейного тренера Юкки Ялонена.

## Достижения
- Лучший новичок чемпионата Финляндии (1979, «Кярпят»)
- Серебряная медаль молодёжного чемпионата мира в качестве игрока (1980, молодёжная сборная Финляндии)
- Победитель юниорского чемпионата Европы (1978)
- Лучший бомбардир чемпионата Финляндии (Трофей Вели-Пекки Кетолы): 1987, «Кярпят»
- Чемпион Финляндии в качестве игрока (1989, ТПС)
- Чемпион Франции в качестве игрока (1995, «Руан»)
- Четырёхкратный чемпион Финляндии в качестве главного тренера (2005, 2007, 2008 — «Кярпят», 2011 — ХИФК)
- Дважды признавался лучшим тренером чемпионата Финляндии (Трофей Калеви Нумминена): 2005, 2007

## Статистика

### Клубная карьера
```
                                            --- Regular Season ---  ---- Playoffs ----
Season   Team                        Lge    GP    G    A  Pts  PIM  GP   G   A Pts PIM
--------------------------------------------------------------------------------------
1978-79  Karpat Oulu                 SM-li  36   13   13   26   30   6   3   4   7   6
1979-80  Karpat Oulu                 SM-li  28   23   24   47   16   6   3   5   8   2
1980-81  Karpat Oulu                 SM-li  35   16   34   50   22  12   7  14  21  14
1981-82  Karpat Oulu                 SM-li  33   21   26   47   24   3   2   5   7   2
1982-83  Calgary Flames              NHL    25    9    3   12    4   5   1   0   1   0
1982-83  Colorado Flames             CHL    33   12   32   44    8  --  --  --  --  --
1983-84  Colorado Flames             CHL     1    0    0    0    0  --  --  --  --  --
1983-84  Karpat Oulu                 SM-li  14    6   15   21   17  10   5  12  17  10
1983-84  Calgary Flames              NHL     9    0    3    3    0  --  --  --  --  --
1983-84  Edmonton Oilers             NHL     3    0    0    0    0  --  --  --  --  --
1984-85  HIFK Helsinki               SM-li  21    9    9   18   10  --  --  --  --  --
1985-86  Karpat Oulu                 SM-li  36   19   35   54   46   5   2   3   5  14
1986-87  Karpat Oulu                 SM-li  44   29   64   93   30   9   3   7  10  12
1987-88  Skelleftea HC               SEL    22    9   18   27   16  --  --  --  --  --
1988-89  TPS Turku                   SM-li  44   18   56   74   40  10   4  14  18   8
1989-90  TPS Turku                   SM-li  37   19   31   50   12   9   5   8  13  10
1990-91  TPS Turku                   SM-li  26    4   22   26   18   9   3   4   7   2
1991-92  TPS Turku                   SM-li  44   10   21   31    8   3   0   1   1   0
1992-93  TPS Turku                   SM-li   6    0    0    0    6   9   2   3   5   2
1993-94  Lukko Rauma                 SM-li  18    3   10   13    2   9   2   1   3   4
1994-95  Rouen                       Franc  23   16   18   34    4  --  --  --  --  --
1995-96  Rouen                       Franc  18    8   26   34   27  --  --  --  --  --
--------------------------------------------------------------------------------------
         NHL Totals                         37    9    6   15    4   5   1   0   1   0

```

## Статистика
Последнее обновление: 7 мая 2014 года
| Команда           | Турнир-сезон | Регулярный сезон | Регулярный сезон | Регулярный сезон | Регулярный сезон | Регулярный сезон | Регулярный сезон | Регулярный сезон | Регулярный сезон | Плей-офф | Плей-офф | Плей-офф              |
| Команда           | Турнир-сезон | И                | В                | ВО/ВБ            | Н                | ПО/ПБ            | П                | О                | Результат        | В        | П        | Результат             |
| ----------------- | ------------ | ---------------- | ---------------- | ---------------- | ---------------- | ---------------- | ---------------- | ---------------- | ---------------- | -------- | -------- | --------------------- |
| Торпедо НН        | КХЛ 2011-12  | 54               | 24               | 6                | -                | 7                | 17               | 91               | 2-е на Западе    | 6        | 7        | Вылетели в 1/4 финала |
| Торпедо НН        | КХЛ 2012-13  | 34               | 13               | 1                | -                | 5                | 15               | 46               | уволен           |          |          |                       |
| Лев               | КХЛ 2013-14  | 40               | 17               | 10               | -                | 4                | 9                | 72               | 3-е на Западе    | 15       | 7        | проиграли в финале    |
| Сборная Финляндии | ЧМ 2015      | 7                | 4                | 2                | -                | 0                | 1                | -                | 6 место          | 6 место  | 6 место  | 6 место               |
| Сборная Финляндии | ЧМ 2016      | 10               | 9                | 0                | -                | 0                | 1                | -                | 2 место          | 2 место  | 2 место  | 2 место               |